# Usedlost čp. 2 v Hrdlořezích
Venkovská usedlost čp. 2 v Hrdlořezích v Praze stojí v centru obce na bývalé návsi. Je chráněna jako nemovitá kulturní památka České republiky; součástí areálu jsou obytná budova, stodola, stáje, chlévy a brána.

## Historie
Usedlost vznikla v období třicetileté války. Jádro současných budov pochází z doby kolem roku 1800, mladší hospodářské stavby jsou z 19. století. Velká úprava areálu proběhla v roce 1932 po požáru.

## Popis
Vpravo od vstupní brány stojí obytná budova, na ní se napojují hospodářské stavby a stodola. Vlevo od brány jsou stáje.
Obytná budova byla po požáru zcela přestavěna. Na uličním dvouosém průčelí má výklenek s lidovou soškou svatého Václava. Stodola je postavena z opukového zdiva. Průjezdy jsou segmentově ukončeny a jsou vyzděny z cihel. Ve stěnách má stodola úzké štěrbiny průduchů. Částečně ubourané bývalé stáje jsou postaveny z opukového zdiva. Jejich štít zdobí pilíře ukončené pultovými stříškami.